# 히클린 대 오벡 사건
히클린 대 오벡 사건(Hicklin v. Orbeck, 437 U.S. 518 (1978))
알래스카주정부는 석유파이프라인 공사를 하면서 알래스카 주민을 다른 주의 주민보다 우선적으로 채용하는 법률을 제정하였다. 연방대법원은 고용은 국가적 통일에 근본적인 권리로서 다른 주 주민을 차별화하는 것을 특권 및 면책적 보장조항에 위배되어 위헌이라고 판결하였다.

## 같이 보기
- 특권 및 면책적 보장조항

## 참고 문헌
- 이상윤, 영미법 - 개정판, 박영사, 2000. (ISBN 89-10-45160-2)